# Podbirač
Podbirač (cyr. Подбирач) – wieś w Bośni i Hercegowinie, w Republice Serbskiej, w gminie Milići. W 2013 roku liczyła 23 mieszkańców.